# Championnat du Mexique de football 1954-1955
Navigation
Saison précédente Saison suivante
La Primera División 1954-1955 est la douzième édition de la première division mexicaine.
Lors de ce tournoi, le Club Deportivo Marte a tenté de conserver son titre de champion du Mexique face aux onze meilleurs clubs mexicains.
Chacun des douze clubs participant au championnat était confronté deux fois aux onze autres.

## Les 12 clubs participants
| \| Mexico: Club América CF Atlante Club Necaxa Club Deportivo Marte CF Puebla CF Tampico \ Zacatepec Deportivo Toluca FC FC León —— Mexico Chivas de Guadalajara Oro de Jalisco Deportivo Irapuato \| Localisation des clubs engagés dans le championnat. |
| Mexico: Club América CF Atlante Club Necaxa Club Deportivo Marte CF Puebla CF Tampico \ Zacatepec Deportivo Toluca FC FC León —— Mexico Chivas de Guadalajara Oro de Jalisco Deportivo Irapuato                                                           |

| Club                  | Stade                          | Capacité          | Ville                |
| Club América          | Stade Ciudad de los deportes   | 35 161            | Mexico               |
| CF Atlante            | Stade inconnu                  | Capacité inconnue | Mexico               |
| Chivas de Guadalajara | Stade Felipe Martínez Sandoval | 10 000            | Guadalajara          |
| Deportivo Irapuato    | Stade inconnu                  | Capacité inconnue | Irapuato             |
| Oro de Jalisco        | Stade Felipe Martínez Sandoval | 10 000            | Guadalajara          |
| FC León               | Stade inconnu                  | Capacité inconnue | León                 |
| Club Deportivo Marte  | Stade du Centenario            | 15 000            | Cuernavaca           |
| Club Necaxa           | Parque Oblatos                 | Capacité inconnue | Mexico               |
| CF Puebla             | Stade inconnu                  | Capacité inconnue | Puebla               |
| CF Tampico            | Stade inconnu                  | Capacité inconnue | Tampico              |
| Club Toluca           | Stade Nemesio Díez             | 27 000            | Toluca               |
| Zacatepec             | Stade Coruco Díaz              | 16 000            | Zacatepec de Hidalgo |

## Compétition
Les douze équipes s'affrontent à deux reprises selon un calendrier tiré aléatoirement.
Le classement est établi sur l'ancien barème de points (victoire à 2 points, match nul à 1, défaite à 0).
Le départage final se fait selon les critères suivants si le titre ou la relégation sont en jeu :
- Le nombre de points.
- Un match de départage.

Sinon le départage final se fait selon les critères suivants :
- Le nombre de points.
- La différence de buts générale.
- La différence de buts particulière.
- Le nombre de buts marqué à l'extérieur.
- Le tirage au sort.

### Classement
| Rang | Équipe                   | Pts | J  | G  | N | P  | Bp | Bc | Diff |
| ---- | ------------------------ | --- | -- | -- | - | -- | -- | -- | ---- |
| 1    | Zacatepec                | 32  | 22 | 13 | 6 | 3  | 41 | 21 | +20  |
| 2    | Chivas de Guadalajara    | 30  | 22 | 12 | 6 | 4  | 41 | 22 | +19  |
| 3    | Club Necaxa              | 25  | 22 | 10 | 5 | 7  | 42 | 30 | +12  |
| 4    | FC León                  | 25  | 22 | 10 | 5 | 7  | 30 | 24 | +6   |
| 5    | Club América (C)         | 24  | 22 | 9  | 6 | 7  | 28 | 17 | +11  |
| 6    | Club Toluca              | 23  | 22 | 9  | 5 | 8  | 35 | 30 | +5   |
| 7    | CF Tampico               | 23  | 22 | 8  | 7 | 7  | 28 | 35 | -7   |
| 8    | Oro de Jalisco           | 20  | 22 | 8  | 4 | 10 | 42 | 41 | +1   |
| 9    | CF Puebla                | 20  | 22 | 7  | 6 | 9  | 29 | 37 | -8   |
| 10   | Deportivo Irapuato (P)   | 16  | 22 | 5  | 6 | 11 | 26 | 38 | -12  |
| 11   | CF Atlante               | 15  | 22 | 4  | 7 | 11 | 23 | 35 | -12  |
| 12   | Club Deportivo Marte (T) | 11  | 22 | 2  | 7 | 13 | 17 | 52 | -35  |

| Légende : Qualifications et relégations | Légende : Qualifications et relégations                                                              |
| --------------------------------------- | --- |
|                                         | Relégué en Primera División A                                                                        |
|                                         | (T) : Tenant du titre (C) : Vainqueur de la Copa México 1954-1955 (P) : Promu de la saison 1953-1954 |

## Bilan du tournoi
| Tableau d'Honneur    |              |
| Compétition          | Vainqueur    |
| Primera División     | Zacatepec    |
| Copa México          | Club América |
| Campeón de Campeones | Club América |

| Promotions et relégations     |                                                                 |
| Relégué en Primera División A | Club Deportivo Marte                                            |
| Promu de Primera División A   | CF Atlas Club Deportivo Zamora (en) Club Deportivo Cuautla (en) |